# Pallavolo ai Giochi della XXXII Olimpiade - Qualificazioni al torneo maschile (FIVB)
Le qualificazioni mondiali di pallavolo maschile ai Giochi della XXXII Olimpiade si sono svolte dal 9 all'11 agosto 2019: al torneo hanno partecipato ventiquattro squadre nazionali e sei si sono qualificate per i Giochi della XXXII Olimpiade.

## Regolamento

### Formula
Le squadre, divise in sei gironi, hanno disputato un'unica fase con formula del girone all'italiana: la prima classificata di ogni girone si è qualificata per i Giochi della XXXII Olimpiade.

### Criteri di classifica
Se il risultato finale è stato di 3-0 o 3-1 sono stati assegnati 3 punti alla squadra vincente e 0 a quella sconfitta, se il risultato finale è stato di 3-2 sono stati assegnati 2 punti alla squadra vincente e 1 a quella sconfitta.
L'ordine del posizionamento in classifica è stato definito in base a:
- Numero di partite vinte;
- Punti;
- Ratio dei set vinti/persi;
- Ratio dei punti realizzati/subiti;
- Risultati degli scontri diretti.

## Squadre partecipanti
| Squadra       | Qualificazione              |
| ------------- | --------------------------- |
| Argentina     | 7ª nel FIVB World Rankings  |
| Australia     | 16ª nel FIVB World Rankings |
| Belgio        | 12ª nel FIVB World Rankings |
| Brasile       | 1ª nel FIVB World Rankings  |
| Bulgaria      | 14ª nel FIVB World Rankings |
| Camerun       | 23ª nel FIVB World Rankings |
| Canada        | 6ª nel FIVB World Rankings  |
| Cina          | 20ª nel FIVB World Rankings |
| Corea del Sud | 24ª nel FIVB World Rankings |
| Cuba          | 18ª nel FIVB World Rankings |
| Egitto        | 13ª nel FIVB World Rankings |
| Finlandia     | 19ª nel FIVB World Rankings |
| Francia       | 9ª nel FIVB World Rankings  |
| Iran          | 8ª nel FIVB World Rankings  |
| Italia        | 3ª nel FIVB World Rankings  |
| Messico       | 21ª nel FIVB World Rankings |
| Paesi Bassi   | 15ª nel FIVB World Rankings |
| Polonia       | 4ª nel FIVB World Rankings  |
| Porto Rico    | 25ª nel FIVB World Rankings |
| Russia        | 5ª nel FIVB World Rankings  |
| Serbia        | 10ª nel FIVB World Rankings |
| Slovenia      | 17ª nel FIVB World Rankings |
| Stati Uniti   | 2ª nel FIVB World Rankings  |
| Tunisia       | 22ª nel FIVB World Rankings |

## Torneo
| Girone A   | Girone B      | Girone C  | Girone D | Girone E |
| ---------- | ------------- | --------- | -------- | -------- |
| Bulgaria   | Belgio        | Australia | Francia  | Cuba     |
| Brasile    | Corea del Sud | Camerun   | Polonia  | Iran     |
| Egitto     | Paesi Bassi   | Italia    | Slovenia | Messico  |
| Porto Rico | Stati Uniti   | Serbia    | Tunisia  | Russia   |

| Girone F  |
| --------- |
| Argentina |
| Canada    |
| Cina      |
| Finlandia |

### Girone A

#### Risultati
| 9 agosto 2019 Palazzo della cultura e dello sport, Varna Durata: 1h:28 - Spettatori: 700    | Brasile    | 3 - 0 | Porto Rico | 25-23, 25-19, 25-19               |
| 9 agosto 2019 Palazzo della cultura e dello sport, Varna Durata: 2h:02 - Spettatori: 3 700  | Egitto     | 1 - 3 | Bulgaria   | 11-25, 31-33, 25-19, 19-25        |
| 10 agosto 2019 Palazzo della cultura e dello sport, Varna Durata: 1h:20 - Spettatori: 600   | Brasile    | 3 - 0 | Egitto     | 25-12, 25-19, 25-14               |
| 10 agosto 2019 Palazzo della cultura e dello sport, Varna Durata: 1h:30 - Spettatori: 3 800 | Porto Rico | 0 - 3 | Bulgaria   | 20-25, 22-25, 12-25               |
| 11 agosto 2019 Palazzo della cultura e dello sport, Varna Durata: 1h:34 - Spettatori: 500   | Egitto     | 3 - 0 | Porto Rico | 25-17, 31-29, 25-17               |
| 11 agosto 2019 Palazzo della cultura e dello sport, Varna Durata: 2h:44 - Spettatori: 6 500 | Bulgaria   | 2 - 3 | Brasile    | 25-23, 25-19, 30-32, 16-25, 11-15 |

#### Classifica
| Pos | Squadra    | Pt | G | V | P | SV | SP | Ratio | PF  | PS  | Ratio |
| --- | ---------- | -- | - | - | - | -- | -- | ----- | --- | --- | ----- |
| 1.  | Brasile    | 8  | 3 | 3 | 0 | 9  | 2  | 4,500 | 264 | 213 | 1,239 |
| 2.  | Bulgaria   | 7  | 3 | 2 | 1 | 8  | 4  | 2,000 | 284 | 254 | 1,118 |
| 3.  | Egitto     | 3  | 3 | 1 | 2 | 4  | 6  | 0,666 | 212 | 240 | 0,883 |
| 4.  | Porto Rico | 0  | 3 | 0 | 3 | 0  | 9  | 0,000 | 178 | 231 | 0,770 |

### Girone B

#### Risultati
| 9 agosto 2019 Rotterdam Ahoy, Rotterdam Durata: 2h:36 - Spettatori: 1 900  | Paesi Bassi   | 3 - 2 | Corea del Sud | 23-25, 25-27, 26-24, 25-20, 15-12 |
| 9 agosto 2019 Rotterdam Ahoy, Rotterdam Durata: 1h:51 - Spettatori: 1 500  | Belgio        | 1 - 3 | Stati Uniti   | 20-25, 19-25, 25-17, 18-25        |
| 10 agosto 2019 Rotterdam Ahoy, Rotterdam Durata: 1h:28 - Spettatori: 2 300 | Belgio        | 0 - 3 | Paesi Bassi   | 22-25, 21-25, 20-25               |
| 10 agosto 2019 Rotterdam Ahoy, Rotterdam Durata: 1h:24 - Spettatori: 1 750 | Stati Uniti   | 3 - 0 | Corea del Sud | 25-20, 25-21, 25-16               |
| 11 agosto 2019 Rotterdam Ahoy, Rotterdam Durata: 1h:52 - Spettatori: 3 500 | Paesi Bassi   | 1 - 3 | Stati Uniti   | 18-25, 20-25, 25-17, 21-25        |
| 11 agosto 2019 Rotterdam Ahoy, Rotterdam Durata: 1h:39 - Spettatori: 1 200 | Corea del Sud | 0 - 3 | Belgio        | 25-27, 21-25, 24-26               |

#### Classifica
| Pos | Squadra       | Pt | G | V | P | SV | SP | Ratio | PF  | PS  | Ratio |
| --- | ------------- | -- | - | - | - | -- | -- | ----- | --- | --- | ----- |
| 1.  | Stati Uniti   | 9  | 3 | 3 | 0 | 9  | 2  | 4,500 | 259 | 223 | 1,161 |
| 2.  | Paesi Bassi   | 5  | 3 | 2 | 1 | 7  | 5  | 1,400 | 273 | 263 | 1,038 |
| 3.  | Belgio        | 3  | 3 | 1 | 2 | 4  | 6  | 0,666 | 223 | 237 | 0,940 |
| 4.  | Corea del Sud | 1  | 3 | 0 | 3 | 2  | 9  | 0,222 | 235 | 267 | 0,880 |

### Girone C

#### Risultati
| 9 agosto 2019 PalaFlorio, Bari Durata: 2h:08 - Spettatori: 2 500  | Australia | 1 - 3 | Serbia    | 28-26, 19-25, 19-25, 30-32        |
| 9 agosto 2019 PalaFlorio, Bari Durata: 1h:17 - Spettatori: 3 200  | Italia    | 3 - 0 | Camerun   | 25-18, 25-18, 25-16               |
| 10 agosto 2019 PalaFlorio, Bari Durata: 1h:10 - Spettatori: 1 700 | Serbia    | 3 - 0 | Camerun   | 25-22, 25-19, 25-13               |
| 10 agosto 2019 PalaFlorio, Bari Durata: 2h:22 - Spettatori: 4 100 | Australia | 2 - 3 | Italia    | 25-21, 19-25, 26-24, 17-25, 13-15 |
| 11 agosto 2019 PalaFlorio, Bari Durata: 1h:06 - Spettatori: 3 400 | Camerun   | 0 - 3 | Australia | 17-25, 16-25, 18-25               |
| 11 agosto 2019 PalaFlorio, Bari Durata: 1h:31 - Spettatori: 5 471 | Serbia    | 0 - 3 | Italia    | 16-25, 19-25, 19-25               |

#### Classifica
| Pos | Squadra   | Pt | G | V | P | SV | SP | Ratio | PF  | PS  | Ratio |
| --- | --------- | -- | - | - | - | -- | -- | ----- | --- | --- | ----- |
| 1.  | Italia    | 8  | 3 | 3 | 0 | 9  | 2  | 4,500 | 260 | 206 | 1,262 |
| 2.  | Serbia    | 6  | 3 | 2 | 1 | 6  | 4  | 1,500 | 237 | 225 | 1,053 |
| 3.  | Australia | 4  | 3 | 1 | 2 | 6  | 6  | 1,000 | 271 | 269 | 1,007 |
| 4.  | Camerun   | 0  | 3 | 0 | 3 | 0  | 9  | 0.000 | 157 | 225 | 0,697 |

### Girone D

#### Risultati
| 9 agosto 2019 Ergo Arena, Danzica Durata: 1h:21 - Spettatori: 9 280  | Polonia | 3 - 0 | Tunisia  | 25-15, 25-19, 25-19        |
| 9 agosto 2019 Ergo Arena, Danzica Durata: 1h:31 - Spettatori: 8 650  | Francia | 3 - 0 | Slovenia | 26-24, 25-20, 25-23        |
| 10 agosto 2019 Ergo Arena, Danzica Durata: 1h:23 - Spettatori: 9 970 | Polonia | 3 - 0 | Francia  | 25-21, 25-19, 25-20        |
| 10 agosto 2019 Ergo Arena, Danzica Durata: 1h:26 - Spettatori: 4 200 | Tunisia | 0 - 3 | Slovenia | 23-25, 16-25, 24-26        |
| 11 agosto 2019 Ergo Arena, Danzica Durata: 1h:45 - Spettatori: 3 750 | Francia | 3 - 1 | Tunisia  | 25-21, 20-25, 25-19, 25-22 |
| 11 agosto 2019 Ergo Arena, Danzica Durata: 2h:01 - Spettatori: 9 800 | Polonia | 3 - 1 | Slovenia | 21-25, 25-23, 25-23, 25-21 |

#### Classifica
| Pos | Squadra  | Pt | G | V | P | SV | SP | Ratio | PF  | PS  | Ratio |
| --- | -------- | -- | - | - | - | -- | -- | ----- | --- | --- | ----- |
| 1.  | Polonia  | 9  | 3 | 3 | 0 | 9  | 1  | 9,000 | 246 | 205 | 1,200 |
| 2.  | Francia  | 6  | 3 | 2 | 1 | 6  | 4  | 1,500 | 231 | 229 | 1,008 |
| 3.  | Slovenia | 3  | 3 | 1 | 2 | 4  | 6  | 0,666 | 235 | 235 | 1,000 |
| 4.  | Tunisia  | 0  | 3 | 0 | 3 | 1  | 9  | 0,111 | 203 | 246 | 0,825 |

### Girone E

#### Risultati
| 9 agosto 2019 Complesso San Pietroburgo, San Pietroburgo Durata: 2h:16 - Spettatori: 1 970 | Iran   | 3 - 2 | Cuba    | 23-25, 26-28, 25-17, 25-16, 15-10 |
| 9 agosto 2019 Sibur Arena, San Pietroburgo Durata: 1h:11 - Spettatori: 5 510               | Russia | 3 - 0 | Messico | 25-15, 25-11, 25-17               |
| 10 agosto 2019 Sibur Arena, San Pietroburgo Durata: 1h:22 - Spettatori: 1 825              | Iran   | 3 - 0 | Messico | 25-18, 25-21, 27-26               |
| 10 agosto 2019 Sibur Arena, San Pietroburgo Durata: 1h:32 - Spettatori: 6 900              | Russia | 3 - 0 | Cuba    |                                   |
| 11 agosto 2019 Sibur Arena, San Pietroburgo Durata: 1h:22 - Spettatori: 1 890              | Cuba   | 3 - 0 | Messico | 25-18, 25-23, 25-22               |
| 11 agosto 2019 Sibur Arena, San Pietroburgo Durata: 1h:42 - Spettatori: 6 940              | Russia | 3 - 0 | Iran    | 25-19, 25-23, 25-23               |

#### Classifica
| Pos | Squadra | Pt | G | V | P | SV | SP | Ratio | PF  | PS  | Ratio |
| --- | ------- | -- | - | - | - | -- | -- | ----- | --- | --- | ----- |
| 1.  | Russia  | 9  | 3 | 3 | 0 | 9  | 0  | MAX   | 228 | 175 | 1,302 |
| 2.  | Iran    | 5  | 3 | 2 | 1 | 6  | 5  | 1,200 | 256 | 235 | 1,089 |
| 3.  | Cuba    | 4  | 3 | 1 | 2 | 5  | 6  | 0,833 | 238 | 255 | 0,933 |
| 4.  | Messico | 0  | 3 | 0 | 3 | 0  | 9  | 0,000 | 170 | 227 | 0,748 |

### Girone F

#### Risultati
| 9 agosto 2019 Beilun Gymnasium, Ningbo Durata: 1h:57 - Spettatori: 2 860  | Cina      | 3 - 1 | Finlandia | 25-22, 21-25, 25-22, 25-23        |
| 9 agosto 2019 Beilun Gymnasium, Ningbo Durata: 2h:05 - Spettatori: 420    | Canada    | 1 - 3 | Argentina | 23-25, 25-22, 25-27, 23-25        |
| 10 agosto 2019 Beilun Gymnasium, Ningbo Durata: 1h:48 - Spettatori: 210   | Finlandia | 1 - 3 | Argentina | 17-25, 18-25, 25-21, 24-26        |
| 10 agosto 2019 Beilun Gymnasium, Ningbo Durata: 2h:28 - Spettatori: 2 060 | Cina      | 2 - 3 | Canada    | 26-24, 21-25, 17-25, 25-23, 15-17 |
| 11 agosto 2019 Beilun Gymnasium, Ningbo Durata: 1h:23 - Spettatori: 1 830 | Canada    | 3 - 0 | Finlandia | 25-16, 26-24, 25-20               |
| 11 agosto 2019 Beilun Gymnasium, Ningbo Durata: 2h:03 - Spettatori: 4 880 | Cina      | 2 - 3 | Argentina | 25-19, 22-25, 21-25, 25-18, 9-15  |

#### Classifica
| Pos | Squadra   | Pt | G | V | P | SV | SP | Ratio | PF  | PS  | Ratio |
| --- | --------- | -- | - | - | - | -- | -- | ----- | --- | --- | ----- |
| 1.  | Argentina | 8  | 3 | 3 | 0 | 9  | 4  | 2,250 | 298 | 282 | 1,056 |
| 2.  | Canada    | 5  | 3 | 2 | 1 | 7  | 5  | 1,400 | 286 | 263 | 1,087 |
| 3.  | Cina      | 5  | 3 | 1 | 2 | 7  | 7  | 1,000 | 302 | 308 | 0,980 |
| 4.  | Finlandia | 0  | 3 | 0 | 3 | 2  | 9  | 0,222 | 236 | 269 | 0,877 |

## Squadre qualificate
| Squadra     | Qualificazione  |
| ----------- | --------------- |
| Argentina   | 1ª nel girone F |
| Brasile     | 1ª nel girone A |
| Italia      | 1ª nel girone C |
| Polonia     | 1ª nel girone D |
| Russia      | 1ª nel girone E |
| Stati Uniti | 1ª nel girone B |